# Dithiobiuret
Dithiobiuret ist eine chemische Verbindung aus der Gruppe der Thioharnstoffderivate.

## Gewinnung und Darstellung
Dithiobiuret kann durch Reaktion von Calciumdicyanamid oder Dicyandiamid mit Schwefelwasserstoff gewonnen werden.

## Eigenschaften
Dithiobiuret ist ein brennbarer, schwer entzündbarer, kristalliner, weißer Feststoff, der schwer löslich in Wasser ist. Er besitzt eine monokline Kristallstruktur mit der Raumgruppe P21/c (Raumgruppen-Nr. 14).

## Verwendung
Dithiobiuret wird als Zwischenprodukt zur Herstellung von Pestiziden verwendet.